# Kraftsport

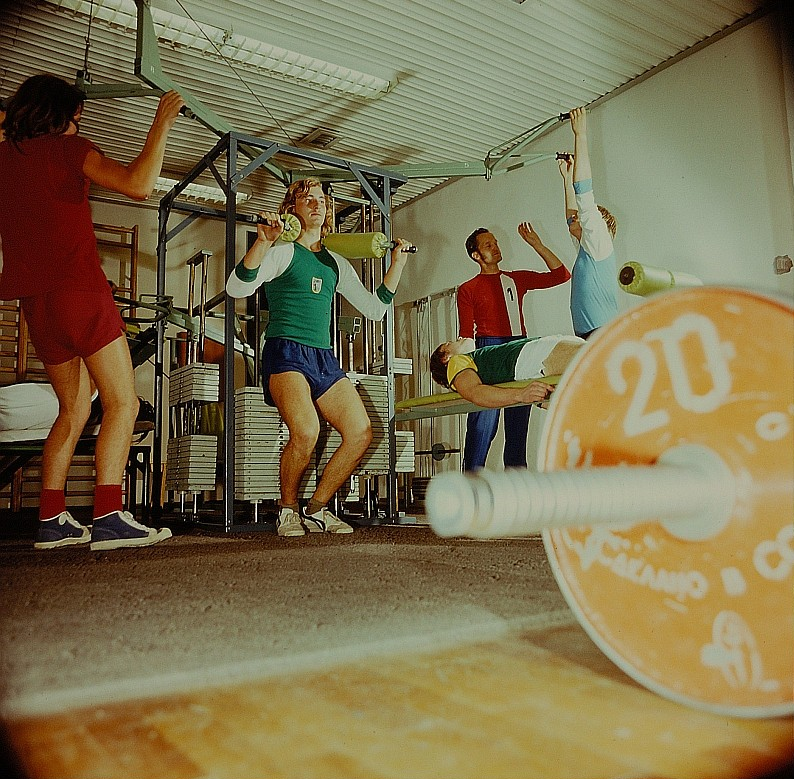
Sportler beim Training im Kraftraum (1975)

Kraftsport ist ein Begriff, der eine Sportartenkategorie beziehungsweise eine Sportgattung bezeichnet. Die Kraftsportarten erfordern ein besonders hohes Maß an Kraft und daher eine entsprechend entwickelte Muskulatur. Typische Kraftsportarten sind das Gewichtheben, der Kraftdreikampf und das Armdrücken. Da in vielen Kraftsportarten Gewichtsklassen gelten, ist die Entwicklung von hoher spezifischer Kraft das primäre Ziel und die wichtigste erfolgsbegrenzende Einflussgröße.
Die Geschichte der Kraftsportarten geht bis in die griechische Antike zurück; diese haben sich auch in Mitteleuropa früh entwickelt.
Bei Kraftsportarten stehen neben der Bewegungstechnik die quantitative und qualitative Entwicklung der Muskeln und somit die Vergrößerung der Muskelkraft im Vordergrund. Das geschieht meist durch regelmäßiges Training mit Hanteln und anderen Gewichten aus Metall oder Hartplastik in verschiedenen Belastungsintensitäten und mit entsprechenden Wiederholungszahlen sowie eine optimierte Ernährung. Der Muskel bildet je nach Übungsintensität einen größeren Querschnitt und/oder eine größere maximale Muskelspannung aus. Hinzu kommt eine verbesserte Koordination (Intramuskuläre Koordination) im Muskel selbst sowie die Verbesserung der Koordination zwischen den Muskeln (Intermuskuläre Koordination) und damit des Bewegungsapparates insgesamt. Bei Kraftsportlern findet man in den Muskeln sowohl „Schnellkraft-“, das heißt Typ-IIx-Fasern, als auch „Kraftausdauer-“ beziehungsweise Typ-IIa-Fasern in besonders trainierter Form.
Das Bodybuilding ist streng genommen kein Kraftsport, da die Zielsetzung hier einzig ein größtmögliches Muskelwachstum ist und der Kraftzuwachs eher eine Begleiterscheinung darstellt. Da das Training hier allerdings dem von typischen Kraftsportarten sehr ähnlich ist (Krafttraining), kann es durchaus zu dieser Gruppe gezählt werden. Bei Bodybuildern findet man in den Muskeln überwiegend trainierte „Schnellkraft“ (Typ IIx).
Bei den Kraftsportvarianten der Schwerathletik steht die dynamische Maximalkraft im Vordergrund. Diese ist umso größer, je mehr Gewicht willkürlich und gezielt bewegt werden kann. Die dynamische Maximalkraft zu steigern ist das Ziel des Krafttrainings. Sie hängt von verschiedenen Einflussfaktoren ab, die nicht alle durch den Sportler selbst zu beeinflussen sind. Sieht man von den Ausstattungsverhältnissen des Trainingsplatzes (der Maschine, der Art der Hantel oder des Trainingsgerätes) und den biomechanischen bzw. anatomischen Voraussetzungen des Sportlers ab, so kommt man auf folgende Einflussgrößen:
1. Vergrößerung des Muskelfaserquerschnitts (Muskelhypertrophie)
2. Struktur des Muskels
3. intramuskuläre Koordination
4. Muskelvordehnung
5. Motivation des Sportlers
6. Ernährungszustand

In verschiedenen anderen Sportarten, in denen das Ziel technischer Natur ist, benötigen die Athleten ebenfalls große Kraft und entsprechend entwickelte Muskeln, besonders in den Wurfdisziplinen der Leichtathletik (z. B. Kugelstoßen), im Bahnradsport (Sprint) sowie im alpinen Skirennsport. Dabei liegt der Schwerpunkt jedoch eher auf Schnellkraft oder Kraftausdauer.